# کوارتت‌های زهی پایانی (بتهوون)

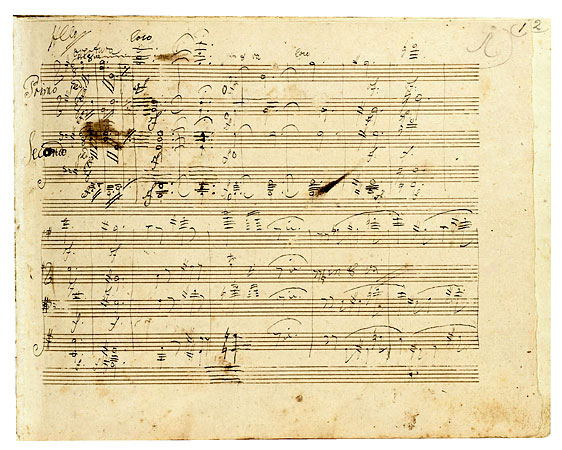
نسخهٔ دست‌نوشتِ فوگ بزرگِ بتهوون، تنظیم‌شده برای پیانو چهاردست توسطِ خودِ آهنگساز

کوارتت‌های زهیِ پایانی کوارتت‌های زهیِ پایانیِ لودویگ فان بتهوون (۱۷۷۰–۱۸۲۷) به شش اثر در این فرم گفته می‌شود که آهنگساز آنها را در اواخر زندگی‌اش، یعنی در سال‌های ۱۸۲۵ و ۱۸۲۶، تصنیف کرده‌است. این کوارتت‌های زهی عبارتند از:
- اُپوس ۱۲۷: شماره ۱۲ در می بِمُل ماژور (۱۸۲۵)
- اپوس ۱۳۰: شماره ۱۳ در سی بِمُل ماژور (۱۸۲۵)
- اپوس ۱۳۱: شماره ۱۴ در دو دیِز مینور (۱۸۲۶)
- اپوس ۱۳۲: شماره ۱۵ در لا مینور (۱۸۲۵)
- اپوس ۱۳۳: فوگِ بزرگ در سی بِمُل ماژور (۱۸۲۶؛ در اصل موومان پایانی (فینالهٔ) کوارتت زهیِ شماره ۱۳، اپوس ۱۳۰ است. همچنین، خودِ بتهوون، نسخهٔ ویژهٔ پیانو چهاردست آن را با عنوان اپوس ۱۳۴ ساخته‌است)
- اپوس ۱۳۵: شماره ۱۶ در فا ماژور (۱۸۲۶)

این شش اثر، آخرین کوارتت‌های کاملِ بتهوون است. هرچند که موسیقی‌دانان و مخاطبانِ روزگارِ بتهوون آن‌ها را به رسمیت نمی‌شناختند، اکنون نه‌تنها پذیرفته و مقبول‌اند، بلکه از بزرگترین آثار موسیقی به‌شمار می‌روند و بسیاری از آهنگسازان از این آثار الهام گرفته‌اند.